# Lisianthius laxiflorus
Lisianthius laxiflorus är en gentianaväxtart som beskrevs av Ignatz Urban. Lisianthius laxiflorus ingår i släktet Lisianthius och familjen gentianaväxter. Inga underarter finns listade i Catalogue of Life.